# Stigmatopteris rotundata
Stigmatopteris rotundata là một loài thực vật có mạch trong họ Dryopteridaceae. Loài này được (Willd.) C. Chr. miêu tả khoa học đầu tiên năm 1909.